# رافاييل كاميلو آبرو
رافاييل كاميلو آبرو هو اقتصادي وسياسي دومينيكاني، ولد في 12 سبتمبر 1948 في جمهورية الدومينيكان. حزبياً، نشط في Dominican Liberation Party ‏.